# Ашрафия

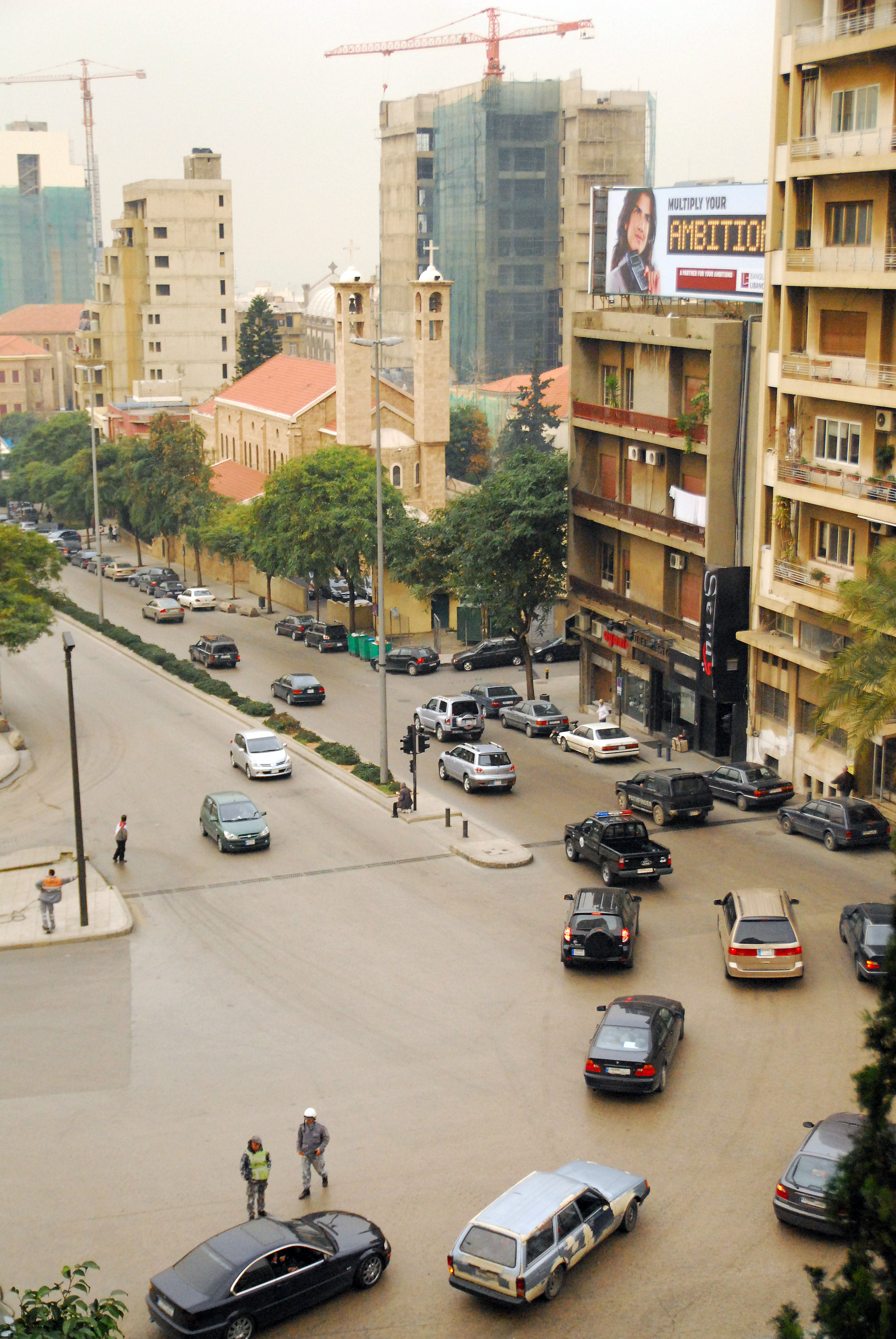
Кафедральный собор Святого Марона в Ашрафии

Ашрафия (араб. الأشرفية‎) — один из древнейших христианских районов Бейрута. Он расположен в восточной части Бейрута рядом с берегом. Для Ашрафии характерны извилистые улочки, престижные жилые и офисные здания. Он является одним из центров инвестиций и туризма в Ливане.
До 1930-х годов Ашрафия состояла в основном из сельскохозяйственных угодий, бывших в собственности у семи влиятельных православных греческих семейств, которые управляли этой землёй на протяжении веков. Они составляли высшее общество Бейрута, имея большое экономическое влияние и общественный авторитет. Ливанское правительство, подчинявшееся французским властям, принуждало их продавать свои земли для строительства дорог и магистралей.
В Ашрафии находятся достопримечательности Бейрута: Площадь Сассин — один из основных политических, социальных и коммерческих центров ливанской столицы; Кафедральный собор Святого Николая; Кафедральный Собор Святого Марона; Ашрафийская Башня; Яред Билдинг и другие.
Во время гражданской войны в Ливане бомбами и ракетами была уничтожена значительная часть архитектурного наследия Ашрафии. Но несмотря на окончание войны, разрушение исторического наследия продолжается с целью постройки современных высотных зданий. В годы гражданской войны район являлся одним из главных опорных пунктов в Бейруте для христиан, размещавшим там большое количество своих военных сил.

## Галерея

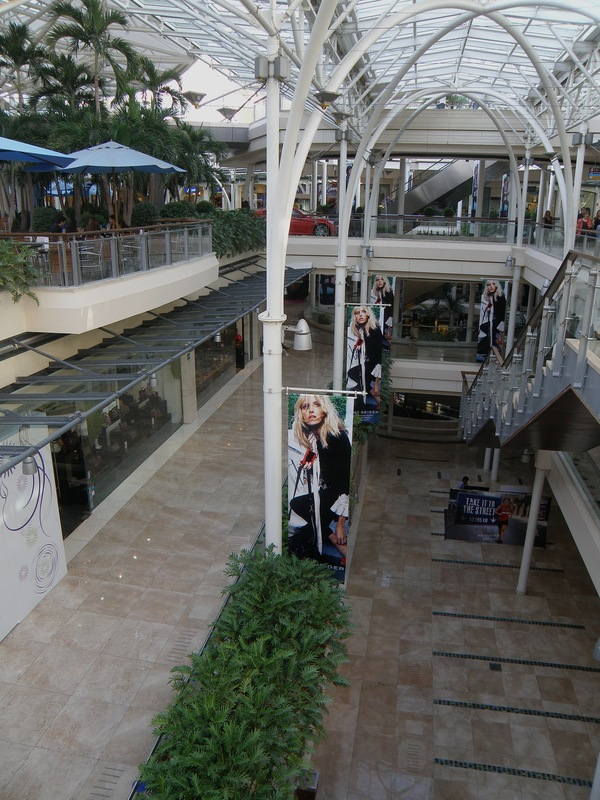
Молл ABC в Ашрафии
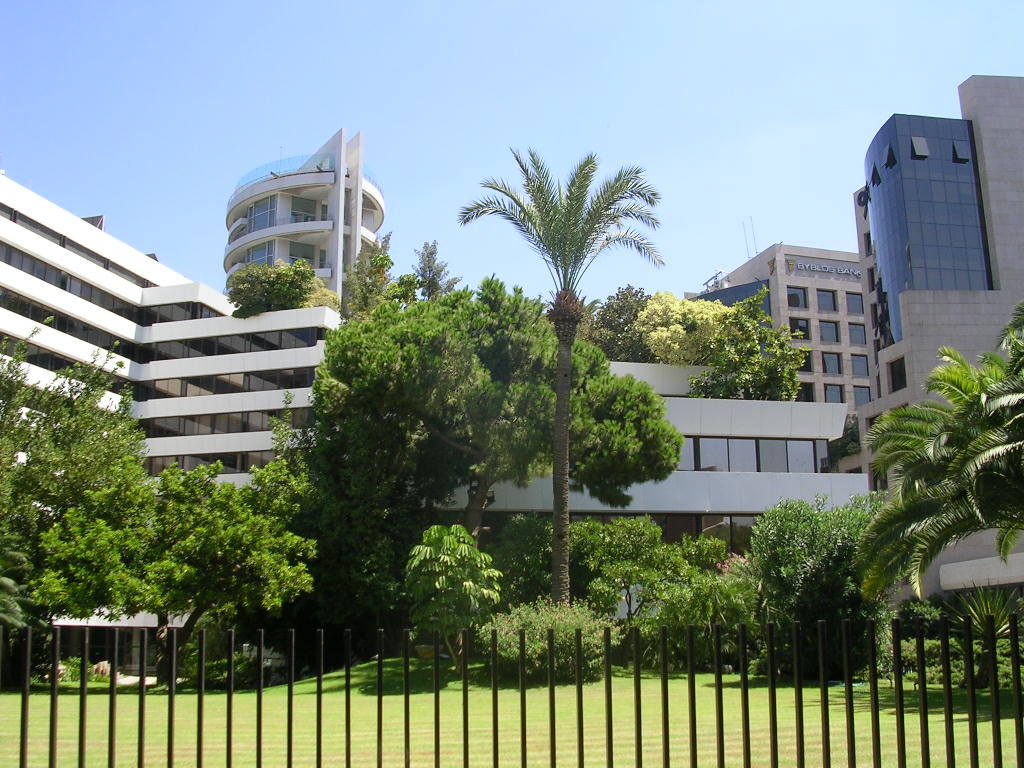
Современные здания в Ашрафии
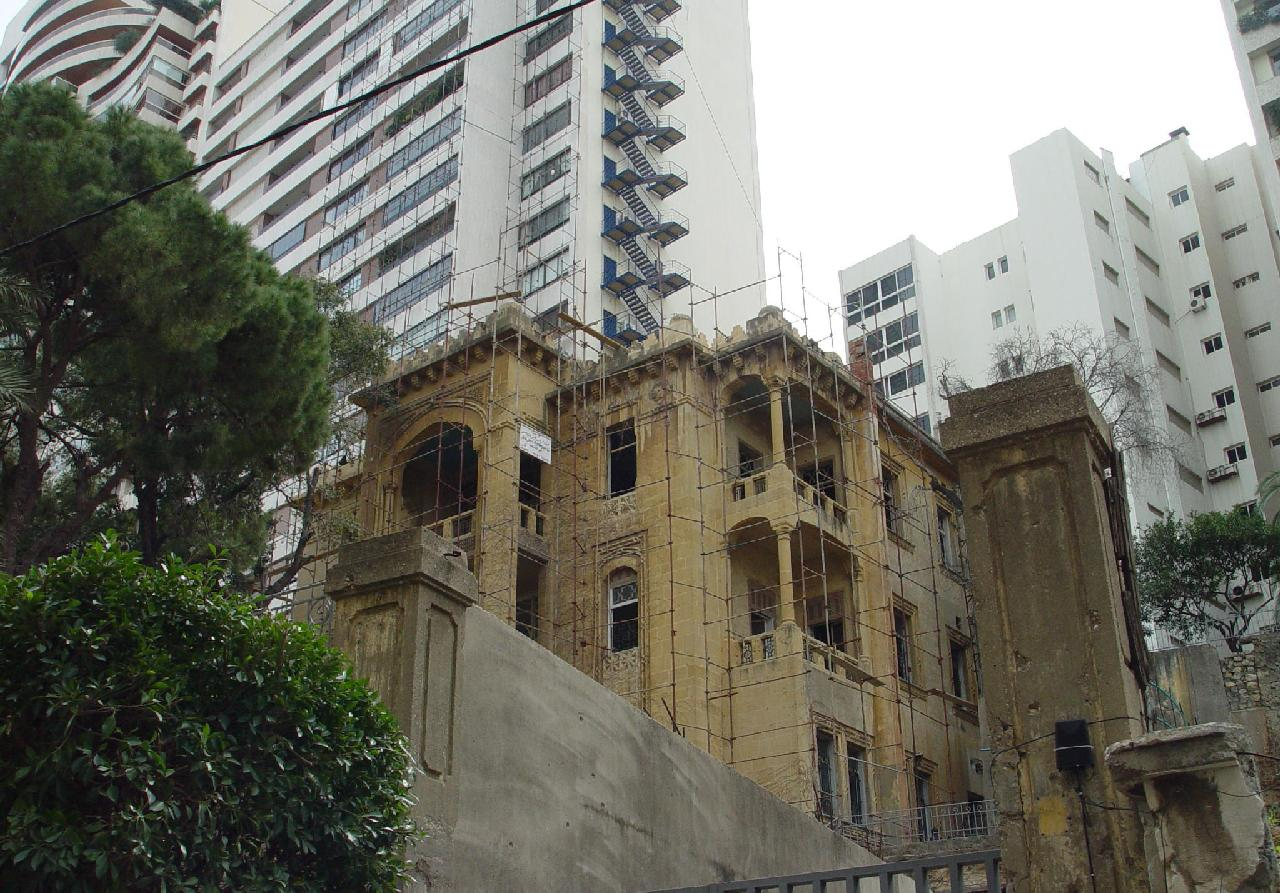
«Старое» и «Новое» Ашрафии
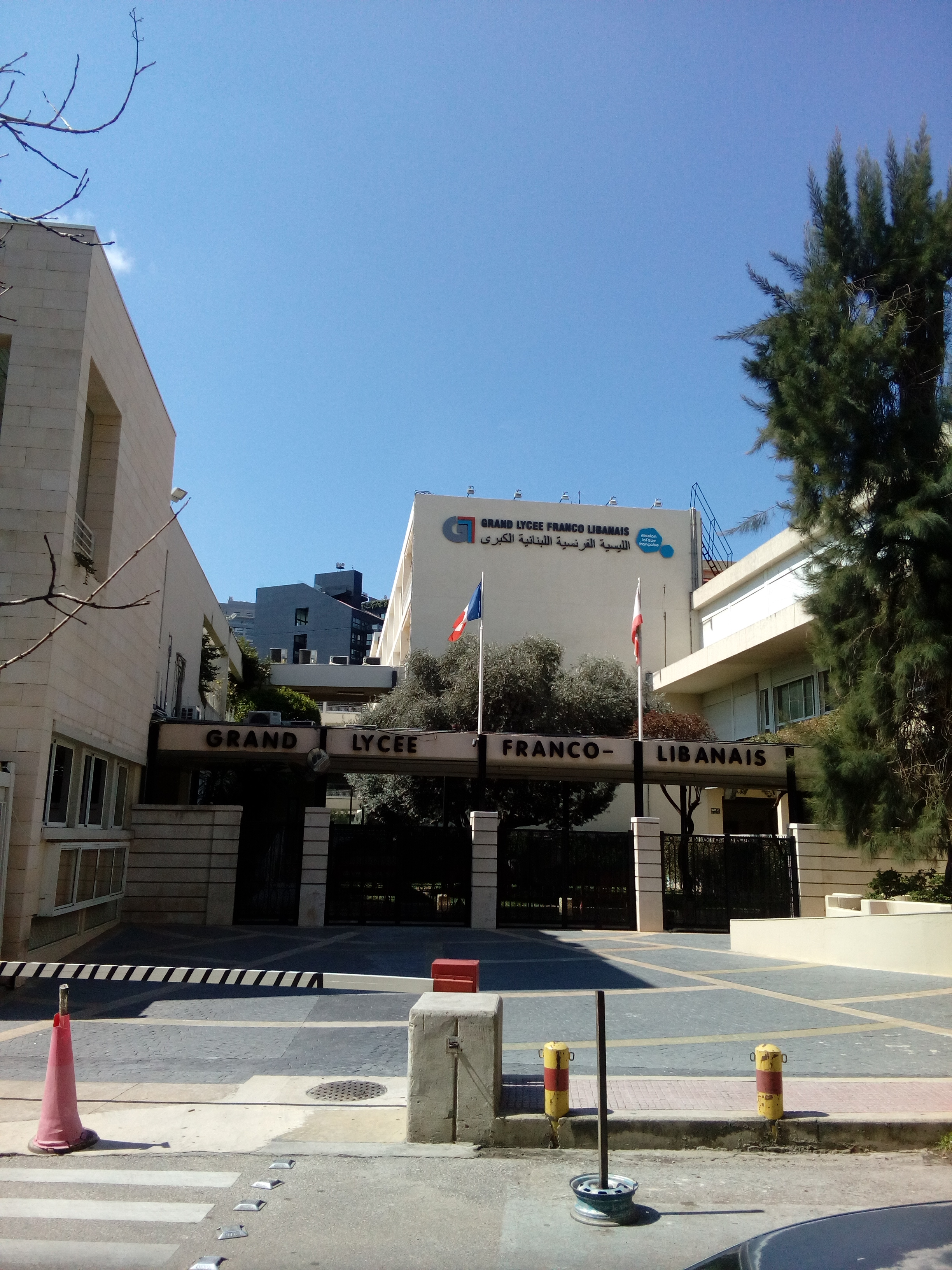
Гранд-лицей Франко — ливанский в районе Ашрафии в Бейруте
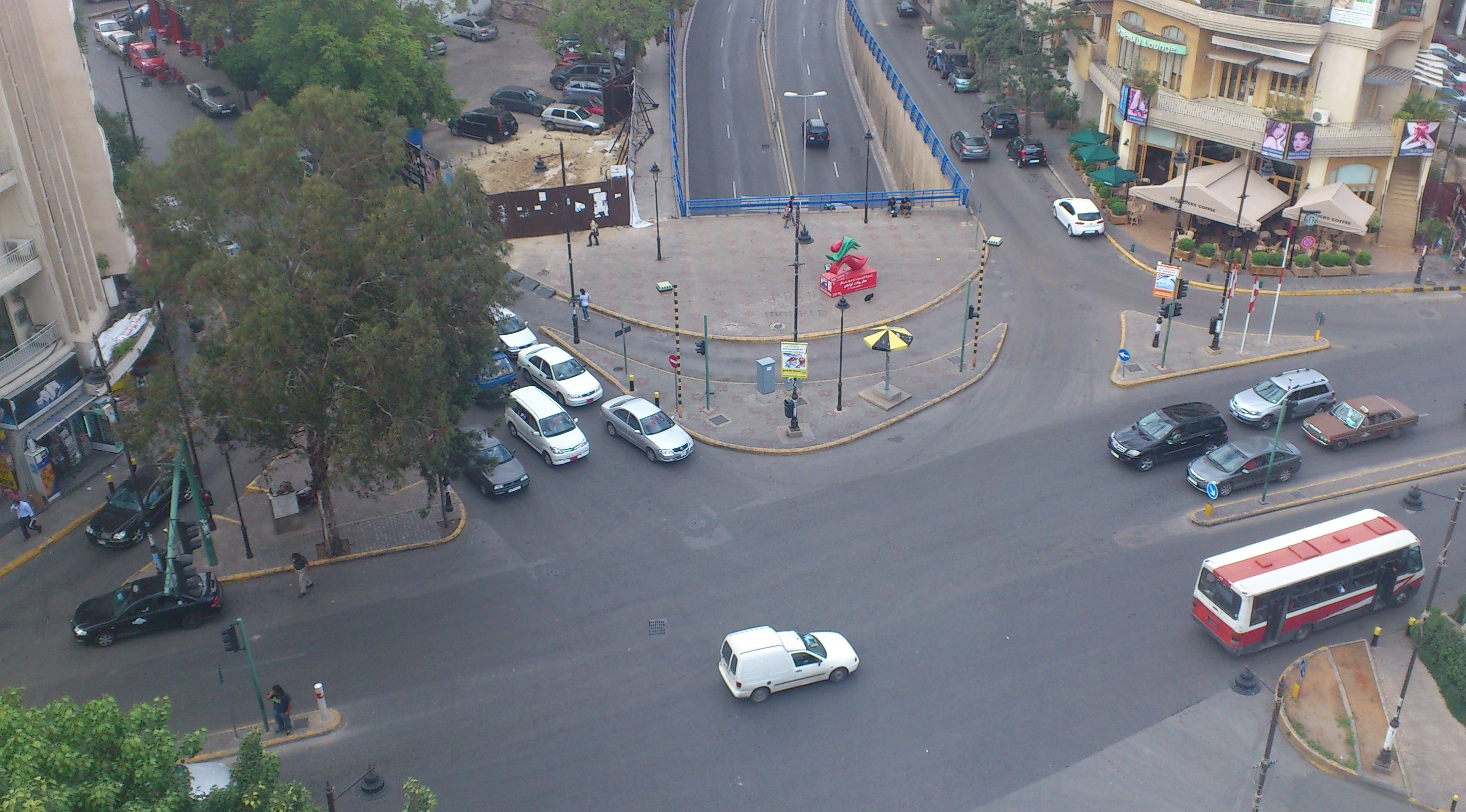
Площадь Сассина, сердце Ашрафии
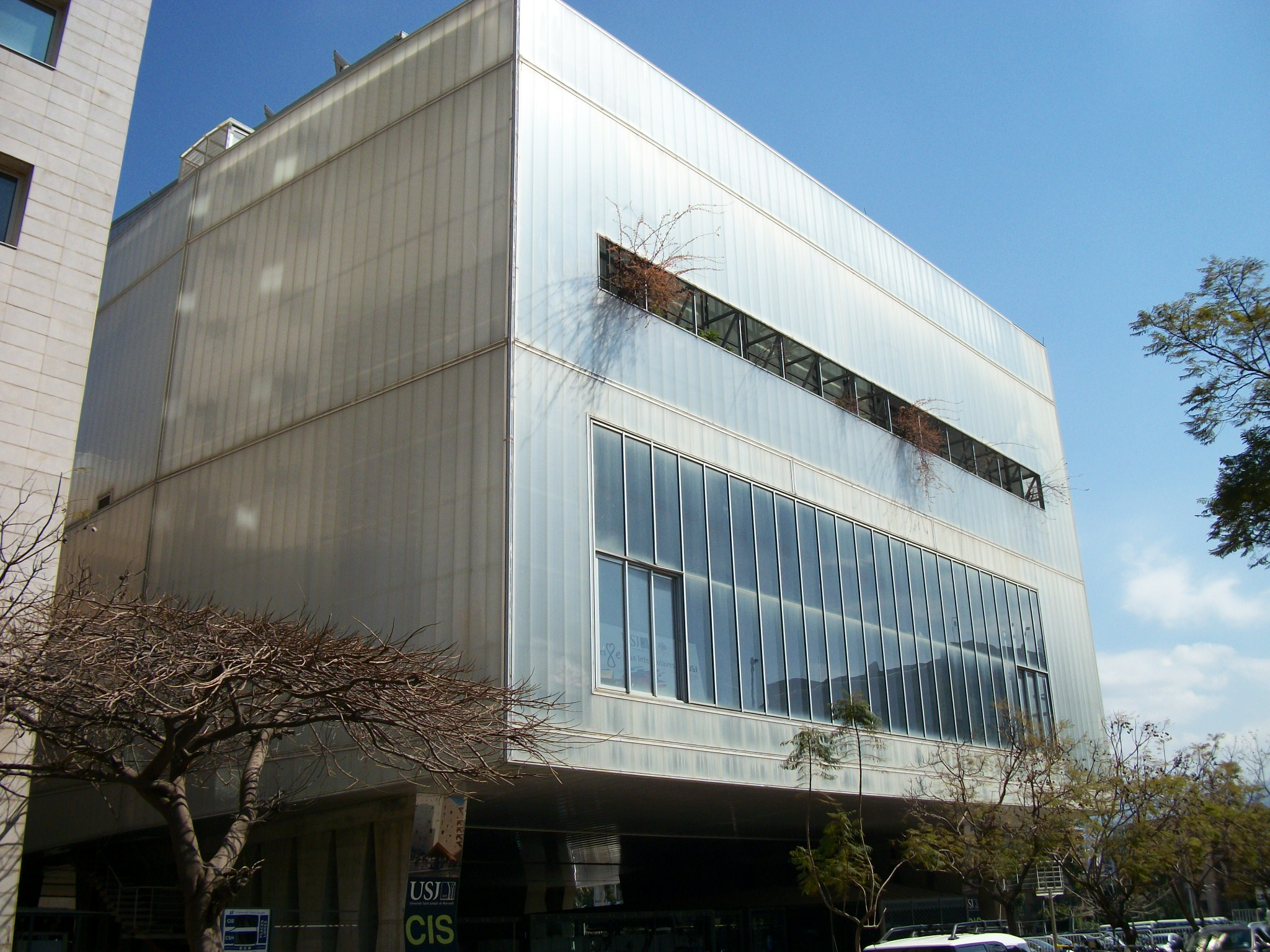
Университет Святого Иосифа, инновационно-спортивный кампус в Бейруте
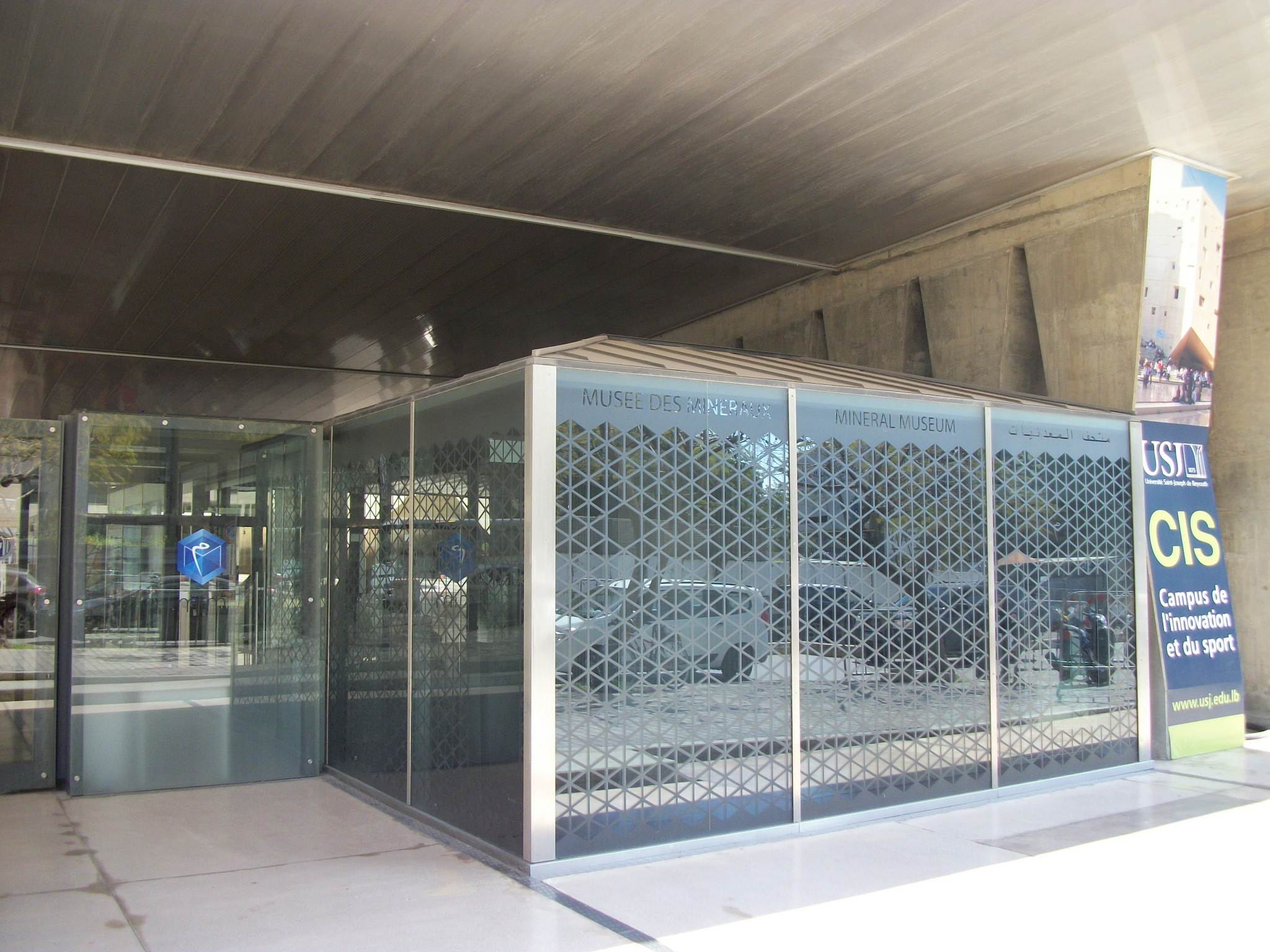
Вход и магазин музея MIM, в Бейрутский университет святого Иосифа.